# Toronto Native Sons
Toronto Native Sons je bil mladinski hokejski klub iz Toronta. Deloval je v ligi Ontario Hockey Association od 1933 do 1942. Domača dvorana kluba je bila Maple Leaf Gardens.
Preden so se preselili v OHA, je moštvo igralo v ligi Toronto Junior Hockey League. Pod taktirko Harolda Cottona so se Native Sonsi v sezoni 1938/39 uvrstili v finale pokala J. Ross Robertson Cup, kjer jih je porazilo moštvo Oshawa Generals.

## NHL igralci
Pet igralcev Native Sonsov je napredovalo do lige NHL. Za moštvo je v sezoni 1940/41 igral tudi Bill Quackenbush, ki je bil leta 1976 sprejet v Hokejski hram slavnih lige NHL. 
| - Bill Quackenbush - Al Dewsbury - Red Heron | - George Parsons - John Webster |

## Izidi
Izidi izpred 1937/38 so za zdaj nedostopni.
| Sezona  | Tekem | Zmag | Porazov | Remijev | TOČ | %     | GF | GA  | Uvrstitev      |
| 1937/38 | 12    | 5    | 7       | 0       | 10  | 0.417 | 45 | 44  | 5. v OHA       |
| 1938/39 | 14    | 7    | 6       | 1       | 15  | 0.536 | 53 | 45  | 3. v Skupini 2 |
| 1939/40 | 20    | 4    | 15      | 1       | 9   | 0.225 | 48 | 113 | 5. v OHA       |
| 1940/41 | 15    | 0    | 15      | 0       | 0   | 0.000 | 52 | 147 | 5. v OHA       |
| 1941/42 | 0     | 0    | 24      | 0       | 0   | 0.000 | 43 | 120 | 7. v OHA       |